# Jeremy Márquez
Ángel Jeremy Márquez Castañeda (ur. 21 czerwca 2000 w Guadalajarze) – meksykański piłkarz występujący na pozycji środkowego pomocnika, od 2020 roku zawodnik Atlasu.